# Qualificazioni alla Coppa dei Caraibi 2010
Sono elencate di seguito le date e i risultati per le qualificazioni alla Coppa dei Caraibi 2010.

## Formula
23 membri CFU: Martinica (come paese ospitante) e Giamaica (come campione in carica) sono qualificati direttamente alla fase finale. Rimangono 21 squadre per 6 posti disponibili per la fase finale. Le qualificazioni si dividono in due fasi:
- Prima fase - 15 squadre, divisi in 4 gruppi (tre gruppi composti da quattro squadre e un gruppo composto da tre squadre), giocano partite di sola andata, le prime classificate di tutti i gruppi e le due migliori seconde dei gruppi di tre squadre si qualificano alla seconda fase.
- Seconda fase - 12 squadre, divisi in 3 gruppi, giocano partite di sola andata, le prime e le seconde classificate si qualificano alla fase finale.

## Prima fase

### Gruppo 1
| Arbitro: | Campbell |

|             |           |           |
| Virgile 55’ | Marcatori | 18’ Brown |

| Arbitro: | Thomas |

|                               |           |                     |
| Hansen 28’ Megaloudis 32’ 81’ | Marcatori | 54’ (rig.) Benjamin |

| Arbitro: | Davis |

|                                   |           |            |
| Ebanks 45’ 49’ Wood 57’ Brown 59’ | Marcatori | 32’ Brooks |

| Arbitro: | Legister |

|                        |           |  |
| Krause 26’ Arrieta 80’ | Marcatori |  |

| Arbitro: | Davis |

|                       |           |             |
| Brooks 19’ Rogers 38’ | Marcatori | 15’ Virgile |

| Arbitro: | Campbell |

|                             |           |  |
| Megaloudis 26’ Figueroa 89’ | Marcatori |  |

| Pos | Squadra      | P.ti | G | V | N | P | GF | GS | DR |
| --- | ------------ | ---- | - | - | - | - | -- | -- | -- |
| 1   | Porto Rico   | 9    | 3 | 3 | 0 | 0 | 7  | 1  | +6 |
| 2   | Isole Cayman | 4    | 3 | 1 | 1 | 1 | 5  | 4  | +1 |
| 3   | Anguilla     | 3    | 3 | 1 | 0 | 2 | 4  | 8  | -4 |
| 4   | Saint-Martin | 1    | 3 | 0 | 1 | 2 | 2  | 5  | -3 |

Porto Rico qualificato alla seconda fase.

### Gruppo 2
| Arbitro: | Elskamp |

|              |           |           |
| Williams 14’ | Marcatori | 61’ Isaac |

| Arbitro: | Pinas |

|                                                                     |           |  |
| Samuel 22’, 26’, 66’ Francis 56’ Stewart 63’ Balcombe 70’ Snagg 89’ | Marcatori |  |

| Arbitro: | Pinas |

|  |           |                                                    |
|  | Marcatori | 19’, 83’ Forde 36’ Williams 53’ Adamson 90’ Atkins |

| Arbitro: | Jauregui |

|           |           |             |
| James 73’ | Marcatori | 40’ Francis |

| Arbitro: | Elskamp |

|                                     |           |  |
| Saddler 18’, 32’ Cumbs 22’ Lake 90’ | Marcatori |  |

| Kingstown 10 ottobre 2010, ore 20:30 UTC-4 | Saint Vincent e Grenadine | 0 – 0 | Barbados | Victoria Park (5.420 spett.)\| Arbitro: \| Jauregui \| |
| Arbitro:                                   | Jauregui                  |       |          |                                                        |

| Pos | Squadra                   | P.ti | G | V | N | P | GF | GS | DR  |
| --- | ------------------------- | ---- | - | - | - | - | -- | -- | --- |
| 1   | Saint Kitts e Nevis       | 5    | 3 | 1 | 2 | 0 | 6  | 2  | +4  |
| 2   | Saint Vincent e Grenadine | 5    | 3 | 1 | 2 | 0 | 8  | 1  | +7  |
| 3   | Barbados                  | 5    | 3 | 1 | 2 | 0 | 6  | 1  | +5  |
| 4   | Montserrat                | 0    | 3 | 0 | 0 | 3 | 0  | 16 | -16 |

Saint Kitts e Nevis e Saint Vincent e Grenadine qualificati alla seconda fase.

### Gruppo 3
| Arbitro: | Davis |

|            |           |  |
| Bourne 10’ | Marcatori |  |

| Arbitro: | Willett |

|                               |           |              |
| Vlijter 37’ Aloema 90’ (rig.) | Marcatori | 81’ Pauletta |

| Arbitro: | Matthew |

|                              |           |                                 |
| Delando rig.’ (74) Kunst 84’ | Marcatori | 15’ Peters 45’ Abrams 58’ Moore |

| Arbitro: | Baptiste |

|                         |           |            |
| Rijssel 14’ Vlijter 38’ | Marcatori | 77’ Polius |

| Arbitro: | Willett |

|                |           |                                   |
| Polius 7’, 35’ | Marcatori | 30’ Trenidad 89’ (rig.) Anastatia |

| Arbitro: | Davis |

|  |           |                                 |
|  | Marcatori | 18’ (rig.) Moore 90’ Millington |

| Pos | Squadra          | P.ti | G | V | N | P | GF | GS | DR |
| --- | ---------------- | ---- | - | - | - | - | -- | -- | -- |
| 1   | Guyana           | 9    | 3 | 3 | 0 | 0 | 6  | 2  | +4 |
| 2   | Suriname         | 6    | 3 | 2 | 0 | 1 | 4  | 4  | 0  |
| 3   | Antille Olandesi | 1    | 3 | 0 | 1 | 2 | 5  | 7  | -2 |
| 4   | Saint Lucia      | 1    | 3 | 0 | 1 | 2 | 3  | 5  | -2 |

Guyana e Suriname qualificati alla seconda fase.

### Gruppo 4
| Arbitro: | Lebron |

| |           |  |
| Batista 4’, 67’, 68’, 72’, 79’ Peralta 21’, 43’, 77’ Navarro 26’, 47’, 81’ Reinoso 60’ Severino 63’, 73’ Ozuna 82’, 90’ Frechilla 90’ | Marcatori |  |

| Arbitro: | Santos |

|  |           |                                                                              |
|  | Marcatori | Joseph 1’, 12’, 13’ Benjamin 47’, 71’, 81’, 84’, 85’ Bertrand 55’ Javier 87’ |

| Arbitro: | Lebron |

|  |           |             |
|  | Marcatori | Derrick 66’ |

| Pos | Squadra                   | P.ti | G | V | N | P | GF | GS | DR  |
| --- | ------------------------- | ---- | - | - | - | - | -- | -- | --- |
| 1   | Dominica                  | 6    | 2 | 2 | 0 | 0 | 11 | 0  | +11 |
| 2   | Rep. Dominicana           | 3    | 2 | 1 | 0 | 1 | 17 | 1  | +16 |
| 3   | Isole Vergini Britanniche | 0    | 2 | 0 | 0 | 2 | 0  | 27 | -27 |

Dominica qualificato alla seconda fase.

### Raffronto tra le seconde classificate dei gruppi 1, 2 e 3
| Pos | Gruppo | Squadra                   | P.ti | G | V | N | P | GF | GS | DR |
| --- | ------ | ------------------------- | ---- | - | - | - | - | -- | -- | -- |
| 1   | 3      | Suriname                  | 6    | 3 | 2 | 0 | 1 | 4  | 4  | 0  |
| 2   | 2      | Saint Vincent e Grenadine | 5    | 3 | 1 | 2 | 0 | 8  | 1  | +7 |
| 3   | 1      | Isole Cayman              | 4    | 3 | 1 | 1 | 1 | 5  | 4  | +1 |

## Seconda fase

### Gruppo 1
| Arbitro: | Taylor |

|             |           |                           |
| Francis 83’ | Marcatori | 13’ Gendrey 87’ Lambourde |

| Arbitro: | Wijngaarde |

|                           |           |            |
| Bain 45’, 68’ Charles 80’ | Marcatori | 81’ Nieves |

| Arbitro: | Baptiste |

|                                 |           |                             |
| Gendrey 1’ Gotin 11’ Auvray 58’ | Marcatori | 65’ Megaloudis 74’ Villegas |

| Arbitro: | Morrison |

|                |           |  |
| Facey 17’, 32’ | Marcatori |  |

| Arbitro: | Morrison |

|  |           |             |
|  | Marcatori | 90’ Francis |

| Arbitro: | Wijngaarde |

|  |           |                            |
|  | Marcatori | 2’, 78’ Tacita 68’ Gendrey |

| Pos | Squadra             | P.ti | G | V | N | P | GF | GS | DR |
| --- | ------------------- | ---- | - | - | - | - | -- | -- | -- |
| 1   | Guadalupa           | 9    | 3 | 3 | 0 | 0 | 8  | 3  | +5 |
| 2   | Grenada             | 6    | 3 | 2 | 0 | 1 | 5  | 4  | +1 |
| 3   | Saint Kitts e Nevis | 3    | 3 | 1 | 0 | 2 | 2  | 4  | -2 |
| 4   | Porto Rico          | 0    | 3 | 0 | 0 | 3 | 3  | 7  | -4 |

Guadalupa e Grenada qualificati alla fase finale.

### Gruppo 2
| San Fernando 2 novembre 2010, ore 18:00 UTC-4 | Haiti  | 0 – 0 | Guyana | Mannie Ramjohn Stadium (880 spett.)\| Arbitro: \| Taylor \| |
| Arbitro:                                      | Taylor |       |        |                                                             |

| Arbitro: | Peterkin |

|                                                     |           |                        |
| Jorsling 2’, 35’, 59’ Baptiste 57’, 67’ Hughton 90’ | Marcatori | 28’ Samuel 45’ Stewart |

| Arbitro: | Campbell |

|            |           |                                       |
| Samuel 64’ | Marcatori | 45’ Norde 62’ Saint-Preux 83’ Charles |

| Arbitro: | Legister |

|                          |           |             |
| Peltier 34’ Jorsling 42’ | Marcatori | 78’ Beveney |

| Arbitro: | Taylor |

|                            |           |  |
| Millington 57’ Cameron 81’ | Marcatori |  |

| Arbitro: | Campbell |

|                                          |           |  |
| Hughton 4’, 33’ Jorsling 8’ Baptiste 29’ | Marcatori |  |

| Pos | Squadra                   | P.ti | G | V | N | P | GF | GS | DR |
| --- | ------------------------- | ---- | - | - | - | - | -- | -- | -- |
| 1   | Trinidad e Tobago         | 9    | 3 | 3 | 0 | 0 | 12 | 3  | +9 |
| 2   | Guyana                    | 4    | 3 | 1 | 1 | 1 | 3  | 2  | +1 |
| 3   | Haiti                     | 4    | 3 | 1 | 1 | 1 | 3  | 5  | -2 |
| 4   | Saint Vincent e Grenadine | 0    | 3 | 0 | 0 | 3 | 3  | 11 | -8 |

Trinidad e Tobago e Guyana qualificati alla fase finale.

### Gruppo 3
| Arbitro: | Lancaster |

|                                                     |           |                   |
| Coroneaux 9’ Fernández 20’ Colomé 27’ Hernández 35’ | Marcatori | 17’, 88’ Benjamin |

| Arbitro: | Morrison |

|                         |           |                |
| Burton 18’ Cochrane 64’ | Marcatori | 34’ Emanuelson |

| Arbitro: | Campbell |

|                                     |           |                                       |
| Christoph 8’ Rijssel 50’ Garden 80’ | Marcatori | 45’ Coroneaux 65’ Cervantes 87’ Ramos |

| Saint John's 12 novembre 2010, ore 16:30 UTC-4 | Antigua e Barbuda | 0 – 0 | Dominica | Antigua Recreation Ground (400 spett.)\| Arbitro: \| Purser \| |
| Arbitro:                                       | Purser            |       |          |                                                                |

| Arbitro: | Lancaster |

|  |           |                                                                           |
|  | Marcatori | 45’ Kwasie 45’ (rig.) Vlijter 56’ Limon 75’ Emanuelson 88’ (rig.) Rijssel |

| Saint John's 14 novembre 2010, ore 16:30 UTC-4 | Antigua e Barbuda | 0 – 0 | Cuba | Antigua Recreation Ground (500 spett.)\| Arbitro: \| Campbell \| |
| Arbitro:                                       | Campbell          |       |      |                                                                  |

| Pos | Squadra           | P.ti | G | V | N | P | GF | GS | DR |
| --- | ----------------- | ---- | - | - | - | - | -- | -- | -- |
| 1   | Cuba              | 5    | 3 | 1 | 2 | 0 | 7  | 5  | +2 |
| 2   | Antigua e Barbuda | 5    | 3 | 1 | 2 | 0 | 2  | 1  | +1 |
| 3   | Suriname          | 4    | 3 | 1 | 1 | 1 | 9  | 5  | +4 |
| 4   | Dominica          | 1    | 3 | 0 | 1 | 2 | 2  | 9  | -7 |

Cuba e Antigua e Barbuda qualificati alla fase finale.